# Андросов, Иннокентий Дмитриевич
Иннокентий Дмитриевич Андросов (18 февраля 1888, Якутск — 25 августа 1948, Одесса) – русский советский геодезист, астроном, картограф. Кандидат технических наук (1937), педагог, профессор Одесского университета.

## Биография
Родился в семье служащего губернского правления. Окончил в 1909 году  Константиновский межевой институт в Москве (ныне Московский государственный университет геодезии и картографии). 
В 1911–1926 годах – преподаватель, и одновременно в 1911–1924 годах – астроном, заведующий картографическими работами (1922–1924 – председатель) Томского переселенческого  управления.
В 1925 году  – астроном полярной гидрографической экспедиции Комитета Севморпути ; с 1927 года – профессор геодезии и маркшейдерского дела Томского технологического института. 
В 1927–1930 годах – профессор Одесского сельскохозяйственного института. В 1930–1933 годах – заведующий кафедрой  геодезии, профессор Одесского инженерно-мелиоративного института; одновременно с 1929 года – профессор Одесского политехнического института. В 1930–1941 годах – профессор, заведующий кафедрой геодезии Одесского строительного института. По совместительству в 1930–1933 годах – заведующий кафедрой, профессор  Одесского водного института (ныне Национальный университет «Одесская морская академия»); в 1929–1931 годах – руководитель геодезических работ Одесского Гипромоста; в 1934–1948 годах – заведующий кафедрой геодезии и картографии Одесского университета (в 1940–1941 – декан географического факультета ); в 1935–1939 годах – старший научный сотрудник Одесской астрономической обсерватории; в 1944 году – директор Одесского строительного института.

## Научная деятельность
Занимался исследованиями в области астрономо-геодезических работ и картографии. В Одессе принимал участие в разработке  противооползневых работ и сооружений, предложил план комплексных геодезических исследований юго-западного побережья Чёрного моря.

## Избранные публикации
- Теория геодезических инструментов. Одесса, 1928;
- Визначення широти Одеської астрономічної обсерваторії в зв'язку з вивченням коливання полюсу // Тр. Одес. ун-ту. Астрономія. 1937. Т. 2;
- Современная динамическая геодезия как методология изучения эпейрогенических движений Земли // Там само. Зб. геогр. ф-ту. 1940. Т. 1;
- Геодезия и ее значение для социалистического строительства и обороны нашей страны. О., 1941; * Картографія для географів. К., 1941;
- Радянська геодезія і картографія за 30 років // Наук. сесія Одес. ун-ту. Тези доп. О., 1947.